# Mohammedan Sporting Club 2020-2021
Questa voce raccoglie le informazioni riguardanti il Mohammedan nelle competizioni ufficiali della stagione 2020-2021.

## Organigramma societario

### Staff tecnico
- Jose Hevia - Allenatore
- Crispin Chettri - Vice allenatore

## Rosa
| N. |                       | Ruolo | Calciatore           |
| -- | --------------------- | ----- | -------------------- |
| 2  | India (bandiera)      | D     | Asheer Akhtar        |
| 3  | India (bandiera)      | D     | Manoj Mohammed       |
| 4  | Nigeria (bandiera)    | D     | Kingsley Obumneme    |
| 5  | India (bandiera)      | D     | Gurtej Singh         |
| 6  | Bangladesh (bandiera) | C     | Jamal Bhuyan         |
| 7  | India (bandiera)      | C     | Vanlalbiaa Chhangte  |
| 8  | Ghana (bandiera)      | C     | Mohammed Fatau       |
| 9  | India (bandiera)      | D     | Safiul Rahaman       |
| 11 | India (bandiera)      | C     | Faisal Ali           |
| 12 | India (bandiera)      | D     | Singam Subhash Singh |
| 13 | India (bandiera)      | P     | Rafique Ali Sardar   |
| 14 | India (bandiera)      | D     | Arijit Bagui         |
| 15 | India (bandiera)      | D     | Balwinder Singh      |
| 16 | India (bandiera)      | C     | Shilton D'Silva      |
| 18 | India (bandiera)      | C     | Satyam Sharma        |
| 19 | India (bandiera)      | A     | Nikhil Kadam         |
| 20 | India (bandiera)      | D     | Hira Mondal          |
| 21 | India (bandiera)      | P     | Priyant Singh        |
| 22 | India (bandiera)      | C     | Gani Nigam           |
| 24 | India (bandiera)      | D     | Sujit Sadhu          |

| N. |                    | Ruolo | Calciatore         |
| -- | ------------------ | ----- | ------------------ |
| 23 | India (bandiera)   | D     | Arijeet Singh      |
| 25 | India (bandiera)   | C     | Tirthankar Sarkar  |
| 26 | India (bandiera)   | C     | Firoj Ali          |
| 28 | India (bandiera)   | A     | Gourav Mukhi       |
| 30 | India (bandiera)   | A     | Shamsad Ali        |
| 32 | India (bandiera)   | C     | Avinabo Bag        |
| 34 | India (bandiera)   | C     | Biaklian Paite     |
| 36 | India (bandiera)   | A     | Suraj Rawat        |
| 37 | India (bandiera)   | A     | Pritam Sarkar      |
| 41 | India (bandiera)   | P     | Shubham Roy        |
| 47 | India (bandiera)   | C     | SK Faiaz           |
| 50 | India (bandiera)   | C     | Moinuddin Khan     |
|    | India (bandiera)   | P     | Kunal Sawant       |
|    | India (bandiera)   | D     | Arashpreet Singh   |
|    | India (bandiera)   | C     | Altamash Sayed     |
|    | India (bandiera)   | A     | Alen Deory         |
|    | India (bandiera)   | C     | Sanjib Ghosh       |
|    | India (bandiera)   | C     | Azharuddin Mallick |
|    | Uruguay (bandiera) | A     | Pedro Manzi        |
|    | Nigeria (bandiera) | A     | John Chidi         |

### Altri giocatori
| N. |                    | Ruolo | Calciatore             |
| -- | ------------------ | ----- | ---------------------- |
| 17 | Nigeria (bandiera) | A     | Raphael Odoyin Onwrebe |

| N. |  | Ruolo | Calciatore |
| -- |  | ----- | ---------- |

## Calciomercato
| Acquisti | Acquisti               | Acquisti      | Acquisti   |
| R.       | Nome                   | da            | Modalità   |
| -------- | ---------------------- | ------------- | ---------- |
| P        | Rafique Ali Sardar     | East Bengal   | Prestito   |
| P        | Priyant Singh          |               |            |
| P        | Shubham Roy            |               |            |
| D        | Asheer Akhtar          | East Bengal   | Prestito   |
| D        | Manoj Mohammed         | East Bengal   | Definitivo |
| D        | Kingsley Obumneme      | Punjab        | Definitivo |
| D        | Gurtej Singh           | East Bengal   | Definitivo |
| D        | Safiul Rahaman         |               |            |
| D        | Singam Subhash Singh   |               |            |
| D        | Arijit Bagui           | Bhawanipore   | Definitivo |
| D        | Balwinder Singh        |               |            |
| D        | Hira Mondal            |               |            |
| D        | Sujit Sadhu            |               |            |
| D        | Arijeet Singh          |               |            |
| D        | Arashpreet Singh       |               | Svincolato |
| C        | Jamal Bhuyan           | Saif          | Definitivo |
| C        | Vanlalbiaa Chhangte    |               |            |
| C        | Mohammed Fatau         | IFK Luleå     | Definitivo |
| C        | Faisal Ali             | Bhawanipore   | Definitivo |
| C        | Shilton D'Silva        | Mohun Bagan   | Definitivo |
| C        | Satyam Sharma          |               |            |
| C        | Gani Nigam             | Hyderabad B   | Definitivo |
| C        | Tirthankar Sarkar      |               |            |
| C        | Firoj Ali              |               |            |
| C        | Avinabo Bag            | Bhawanipore   | Definitivo |
| C        | Biaklian Paite         | NEROCA        | Definitivo |
| C        | SK Faiaz               | Mohun Bagan   | Definitivo |
| C        | Moinuddin Khan         | Punjab B      | Definitivo |
| C        | Altamash Sayed         | Bhawanipore   | Definitivo |
| C        | Sanjib Ghosh           |               |            |
| A        | Raphael Odoyin Onwrebe | Sheikh Russel | Definitivo |
| A        | Nikhil Kadam           |               | Svincolato |
| A        | Gourav Mukhi           |               | Svincolato |
| A        | Shamsad Ali            |               |            |
| A        | Suraj Rawat            | Indian Arrows | Definitivo |
| A        | Pritam Sarkar          | Bhawanipore   | Definitivo |
| A        | Subhash Singh          | NEROCA        | Definitivo |
| A        | Alen Deory             | Mumbai City   | Definitivo |

| Cessioni | Cessioni          | Cessioni | Cessioni   |
| R.       | Nome              | a        | Modalità   |
| -------- | ----------------- | -------- | ---------- |
| D        | Nabi Hussain Khan |          | Svincolato |

### Mercato invernale
| Acquisti | Acquisti           | Acquisti     | Acquisti   |
| R.       | Nome               | da           | Modalità   |
| -------- | ------------------ | ------------ | ---------- |
| P        | Kunal Sawant       |              | Svincolato |
| C        | Azharuddin Mallick |              | Svincolato |
| A        | John Chidi         | BSS Sporting | Definitivo |
| A        | Pedro Manzi        |              | Svincolato |

| Cessioni | Cessioni      | Cessioni       | Cessioni   |
| R.       | Nome          | a              | Modalità   |
| -------- | ------------- | -------------- | ---------- |
| A        | Subhash Singh | NEROCA         | Definitivo |
| A        | Philip Adjah  | Gokulam Kerala | Definitivo |

## Risultati

### I-League
| Arbitro: | Nathan S. |

|  |           |                |
|  | Marcatori | 58’ Faisal Ali |

| Kalyani 14 gennaio 2021, ore 14:30 UTC+5:30 2ª giornata | Mohammedan | 0 – 0 referto | Churchill Brothers | Kalyani Stadium (0 spett.)\| Arbitro: \| Singh P. \| |
| Arbitro:                                                | Singh P.   |               |                    |                                                      |

| Arbitro: | Bohidar S. |

|                                        |           |                                  |
| Komron Tursunov 2’ Helder Lobato 45+3’ | Marcatori | 58’ Nikhil Kadam 68’ Hira Mondal |

| Kalyani 24 gennaio 2021, ore 14:30 UTC+5:30 4ª giornata | RoundGlass Punjab | 0 – 0 referto | Mohammedan | Kalyani Stadium (0 spett.)\| Arbitro: \| Purkayastha A. \| |
| Arbitro:                                                | Purkayastha A.    |               |            |                                                            |

| Kalyani 3 febbraio 2021, ore 11:30 UTC+5:30 6ª giornata | Mohammedan  | 0 – 0 referto | NEROCA | Kalyani Stadium (0 spett.)\| Arbitro: \| Ramdasan K. \| |
| Arbitro:                                                | Ramdasan K. |               |        |                                                         |

| Arbitro: | Nathan S. |

|                                  |           |                     |
| John Chidi 41’ Asheer Akhtar 67’ | Marcatori | 77’ Šarif Muchammad |

| Arbitro: | Fernandes R. |

|                        |           |  |
| Gurpanthjeet Singh 26’ | Marcatori |  |

| Arbitro: | Jackson Routh A. |

|                                                                              |           |  |
| Malsawmtluanga Ralte 16’ Lalremsanga Fanai 64’ Lalliansanga Lalliansanga 68’ | Marcatori |  |

| Arbitro: | Purkayastha A. |

|                                 |           |                    |
| Sujit Sadhu 41’ Suraj Rawat 67’ | Marcatori | 20’ Ranjeet Pandre |

| Arbitro: | Nathan S. |

|                      |           |  |
| Pedro Manzi 74’, 79’ | Marcatori |  |

#### Play-Offs Championship
| Arbitro: | Purkayastha A. |

|  |           |                                                  |
|  | Marcatori | 29’ Konsam Singh 39’, 42’, 65’ Bidyashagar Singh |

| Arbitro: | Koshi W. J. |

|                                           |           |                                                       |
| Chencho Gyeltshen 34’, 46’ Ashish Jha 88’ | Marcatori | 59’ Faisal Ali 65’ Pedro Manzi 66’ Azharuddin Mallick |

| Arbitro: | Sugandar M. |

|                        |           |                                                                |
| Luka Majcen 21’ (Rig.) | Marcatori | 15’ Hira Mondal 65’ Vanlalbiaa Chhangte 86’, 90+3’ Pedro Manzi |

| Arbitro: | Singh P. |

|                 |           |                       |
| Sujit Sadhu 85’ | Marcatori | 20’, 34’ Dennis Antwi |

| Arbitro: | Kanojia A. |

|                                                   |           |                 |
| Danish Farooq Bhat 33’ Mason Robertson 50’ (Rig.) | Marcatori | 72’ Pedro Manzi |

### Andamento in campionato
| Giornata  | 1 | 2 | 3 | 4 | 5 | 6 | 7 | 8 | 9 | 10 | 11 |
| --------- | - | - | - | - | - | - | - | - | - | -- | -- |
| Luogo     | T | C | T | T | X | C | C | T | T | C  | C  |
| Risultato | V | N | N | N | X | N | V | P | P | V  | V  |
| Posizione | 3 | 3 | 3 | 4 | 6 | 7 | 4 | 5 | 7 | 6  |    |

Legenda:

Luogo: C = Casa; T = Trasferta. Risultato: V = Vittoria; N = Pareggio; P = Sconfitta.